# Carl Friedrich Lessing

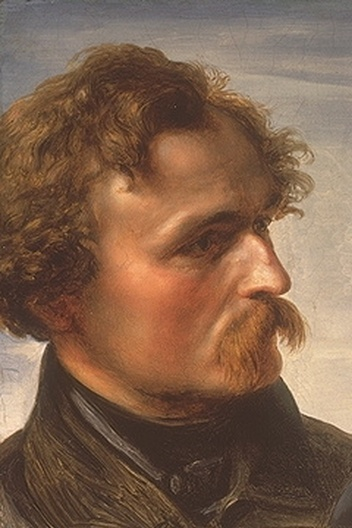
Carl Friedrich Lessing, aus einem Gruppenbild von Julius Hübner (1839)

Carl Friedrich Lessing (* 15. Februar 1808 in Breslau; † 5. Juni 1880 in Karlsruhe) war ein romantischer Maler des 19. Jahrhunderts. Er zählt zu den bedeutendsten Historien- und Landschaftsmalern der Düsseldorfer Schule.

## Leben

### Kindheit
Sein Vater Carl Friedrich Lessing der Ältere (1778–1848) war Justizbeamter in Südpreußen und Schlesien, ab 1814 Kanzler des Gerichts der Freien Standesherrschaft Polnisch-Wartenberg und Neffe des Schriftstellers Gotthold Ephraim Lessing. Seine Mutter Clementine, geborene Schwarz (1783–1821), war Tochter des Regierungskanzlers des Fürsten Hatzfeldt in Trachenberg. Sein Bruder Christian Friedrich (1809–1862) wurde Arzt und Botaniker, sein Halbbruder Carl Robert (1827–1911) Landgerichtsdirektor und Herausgeber der Vossischen Zeitung. Seine Schwester Franziska Maria (1818–1901), genannt Fanny, war mit dem Maler Emil Ebers verheiratet. Der künftige Maler verlebte seine Kindheit in dem Städtchen Polnisch Wartenberg und wohnte mit Eltern und vielen Geschwistern in einer Beamtenwohnung, die in einem Flügel des alten Schlosses Groß Wartenberg untergebracht war. Beim Durchstreifen der Gegend mit ihren riesigen Wäldern entdeckte er seine Liebe zur Natur.

### Studien
Nach zweijährigem Studium am Katholischen Gymnasium zu Breslau, wo unter Johann Heinrich Christoph König sein Talent zum Zeichnen entdeckt wurde, ging Lessing im Alter von 14 Jahren nach Berlin und studierte das Baufach an der von Karl Friedrich Schinkel geleiteten Bauakademie. Im Jahre 1823 entschloss er sich, ohne Einwilligung des Vaters, Maler zu werden. Eine entscheidende Rolle spielte dabei seine Reise nach Rügen, die seine Phantasie anregte. Er studierte nun drei Jahre an der Kunstakademie zu Berlin, wo er bei den Landschaftsmalern Samuel Rösel und Heinrich Dähling unterwiesen wurde, und ging 1826 zusammen mit seinem Freund und Meister Wilhelm von Schadow an die Kunstakademie zu Düsseldorf. Dort wurde er zum Mitbegründer der Düsseldorfer Malerschule. Seinen ersten Erfolg konnte er schon 1825 mit dem Bild Kirchhof mit Leichensteinen und Ruinen im Schnee erreichen, das auf der Berliner Kunstausstellung in diesem Jahr gezeigt wurde, großes Aufsehen erregte und einen hohen Preis erzielte. Der Erfolg versöhnte den Vater mit der Malerkarriere des Sohnes. Mit dem Landschaftsmaler Johann Wilhelm Schirmer unternahm er ab 1827 gemeinsame Landschaftsstudien. Beide gründeten in Düsseldorf einen „Landschaftlichen Komponierverein“.

### Jahre der Erfolge

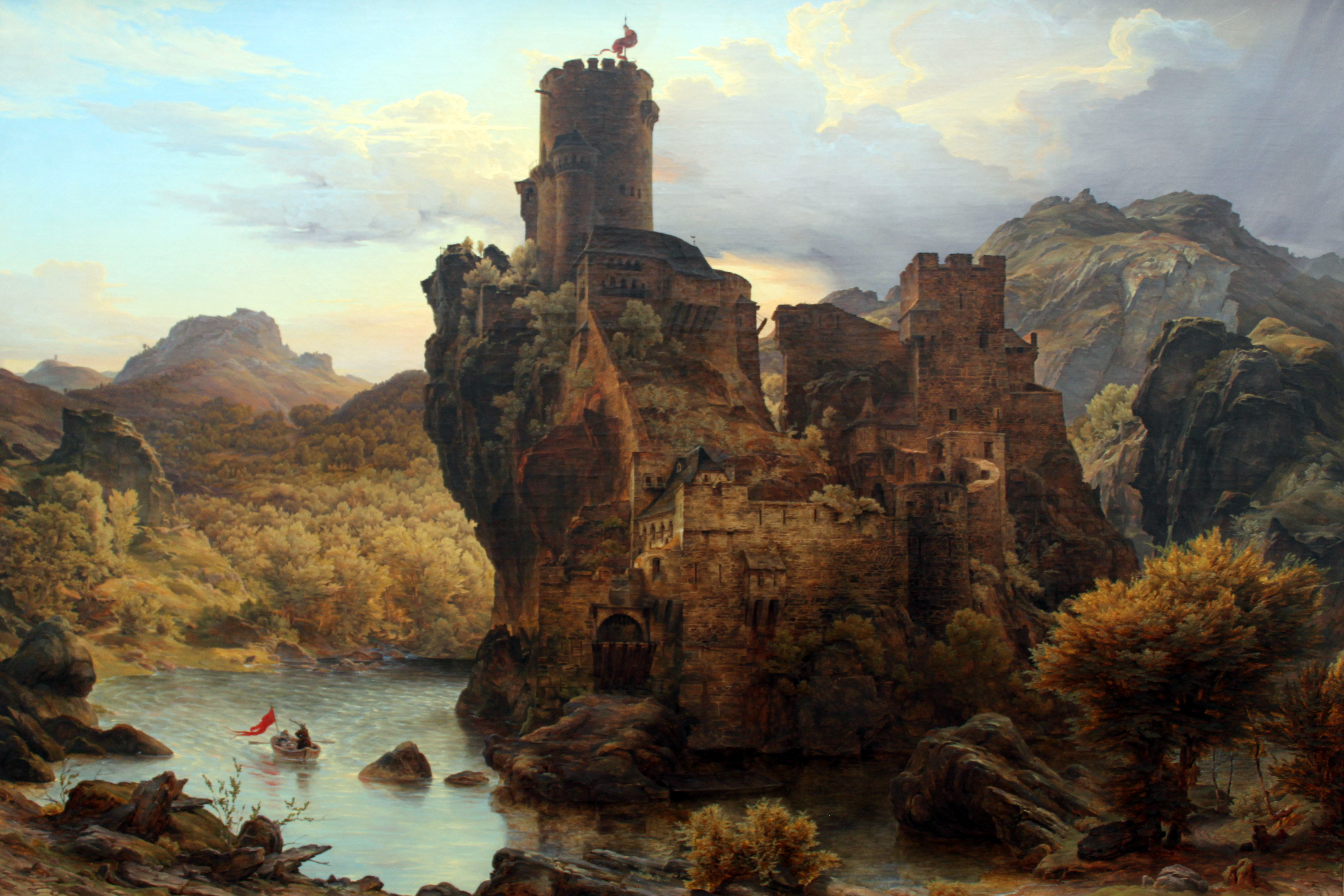
Das Felsenschloss, 1825–1828

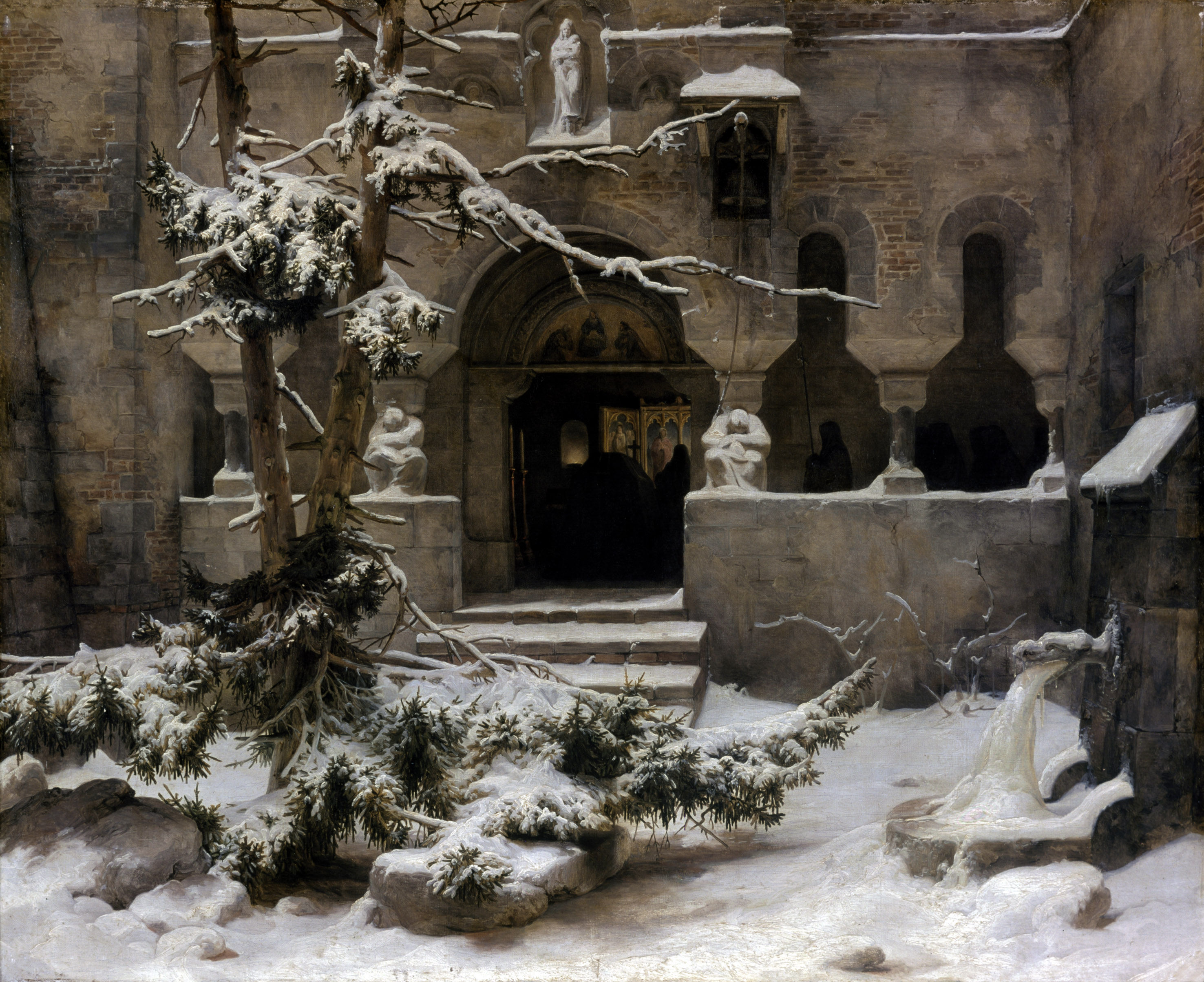
Klosterhof im Schnee, 1828/1829

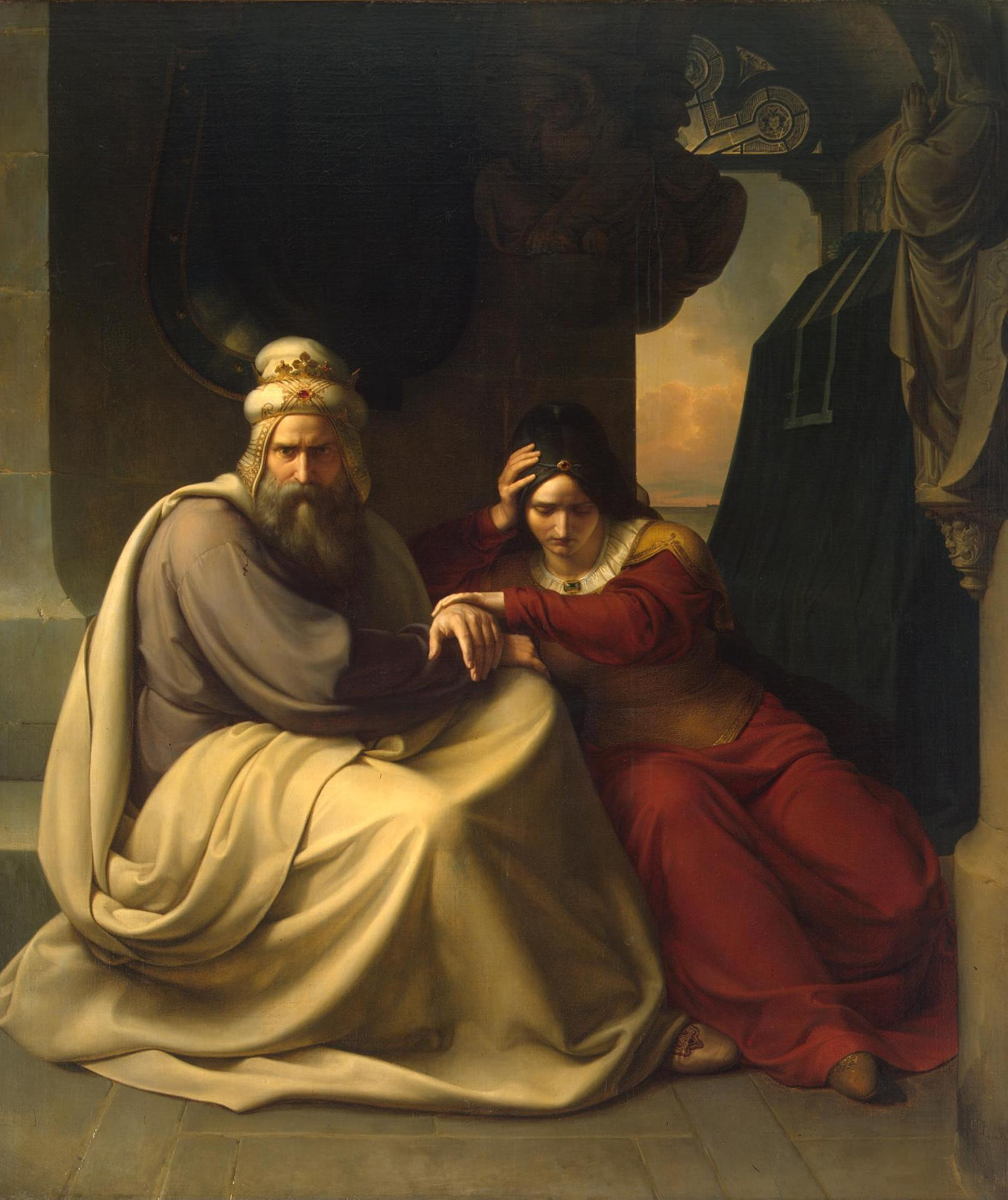
Das trauernde Königspaar, 1828–1830

Die Hussitenpredigt, 1836

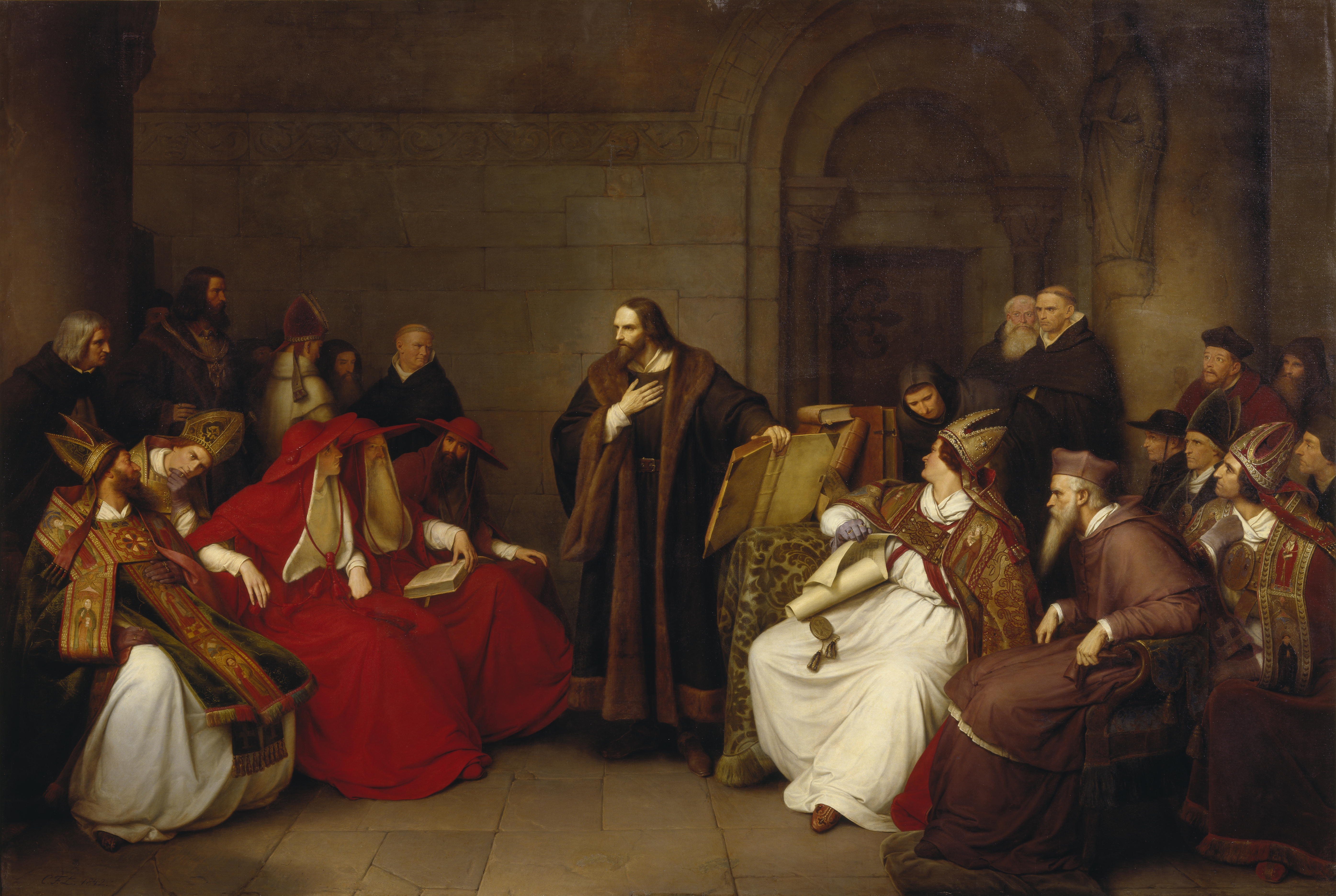
Jan Hus zu Konstanz, 1842

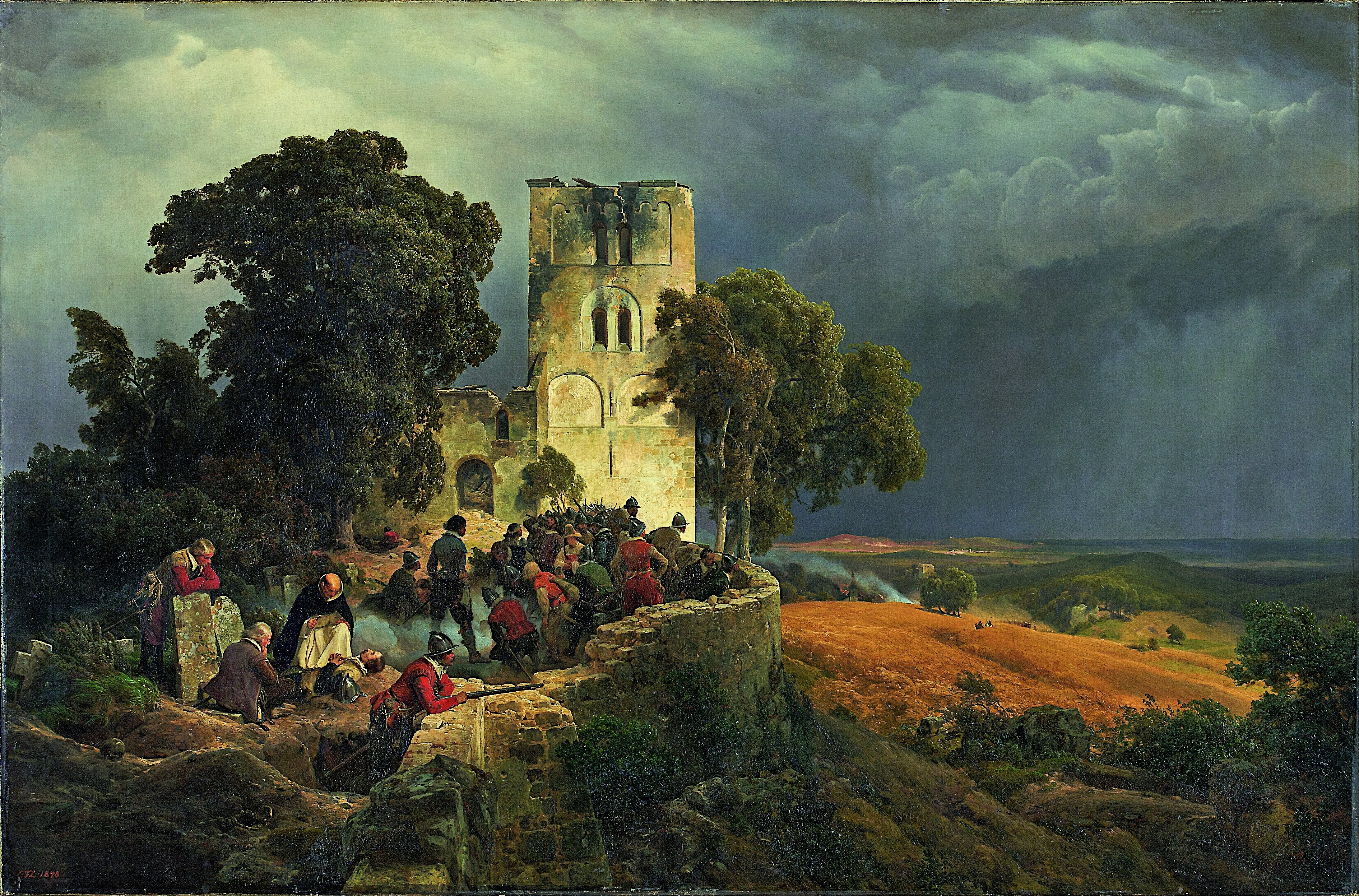
Die Belagerung, 1848

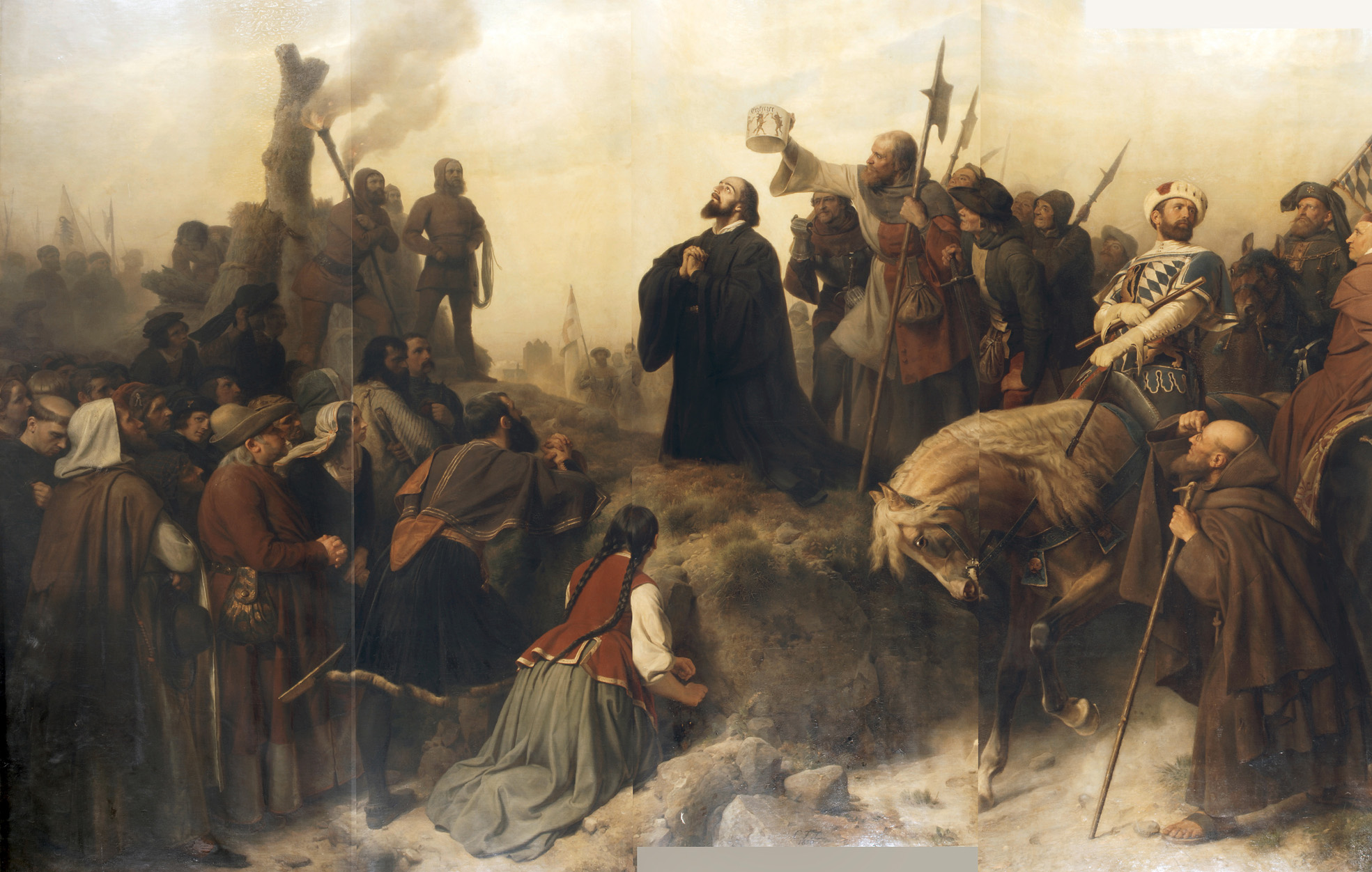
Johann Hus vor dem Scheiterhaufen, 1850

In der ersten Periode seiner Tätigkeit malte Lessing melancholische und fantastische Landschaften in der Nachfolge von Caspar David Friedrich: Die Motive waren zerfallene Burgen, vergessene Kirchhöfe, zerklüftete Felsenpartien, die er mit Figuren von Mönchen, Rittern, Räubern, Zigeunern usw. bevölkerte. Hauptwerke aus dieser Schaffensphase sind die Landschafts- und Architekturbilder Das Felsenschloss (1828) und Klosterhof im Schnee (1829). Viele Motive bezog er aus Sagenwelt, Erzählung und Dichtung (Das trauernde Königspaar, 1828–1830, heute in der Eremitage; Der Räuber und sein Kind, 1832, heute im Philadelphia Museum of Art; Lenore, 1832, von dem König Friedrich Wilhelm IV. gekauft). Sein Stil fand viele Nachahmer. Um diese Zeit führte ihn Schadow der Historienmalerei zu und verschaffte ihm einen Auftrag über Wandmalereien beim Grafen von Spee, der den Gartensaal seines Schlosses bei Düsseldorf mit einem Zyklus von Fresken über das Leben Friedrich Barbarossas schmücken wollte. Lessing schuf hier Die Schlacht bei Iconium, entdeckte jedoch bald, dass die Wandmalerei ihm nicht zusagte, und überließ den Rest der Arbeiten Hermann Plüddemann, einem anderen Künstler aus der Düsseldorfer Schule.
Hippolyte Fortoul nannte ihn 1841 „den wirklichen Anführer der neuen Düsseldorfer Schule“. Wilhelm Füssli charakterisierte ihn 1843 als „einen Mann, den die öffentliche Meinung seit Jahren an die Spitze der Düsseldorfer Künstler stellt. (…) Jetzt gehört er zu den angesehensten deutschen Malern, ja er hat vielleicht ein größeres Publikum als Cornelius. Zwar ist er mit letzterem nicht vergleichbar, aber doch halten wir ihn in gewisser Beziehung ebenfalls für einen Reformator der deutschen Kunst.“ 1846 erhielt Lessing das Angebot, Direktor des Städelschen Kunstinstituts in Frankfurt am Main zu werden. Dieses Angebot lehnte er ab. Die Ernennung zum Direktor der Großherzoglich Badischen Gemäldegalerie in Karlsruhe nahm er im Sommer 1858 jedoch an.
Von 1836 bis 1867 malte Lessing insbesondere historische Szenen. Die berühmtesten Gemälde aus dieser Epoche sind:
- Die Hussitenpredigt, 1836 (Berlin, Alte Nationalgalerie);
- Kaiser Friedrich Barbarossa (für den Römer in Frankfurt am Main), 1839;
- Die Gefangennahme des Papstes Paschalis, 1840 (Von der Heydt-Museum, Wuppertal);
- Jan Hus zu Konstanz, 1842 (Frankfurt am Main, Städelsche Kunstsammlung). Dieses Bild rief große Kontroversen und Zeitungsdiskussionen hervor, da man glaubte, darin eine Beleidigung der katholischen Religion zu entdecken. Hierzu illustrierte Wilhelm Camphausen Lessing das „Martyrium von Jan Hus“ malend, welches in Schattenseiten der Düsseldorfer Maler, nebst verkürzten Ansichten ihrer letzten Leistungen im Jahre 1845 erschien. Eine weitere Fassung des Bildes von 1854 ist seit 2012 durch Schenkung im Museum Kunstpalast in Düsseldorf.[3]
- Die Belagerung, 1848, Szene aus dem Dreißigjährigen Krieg mit Kirchenruine und Friedhof
- Johann Hus vor dem Scheiterhaufen, 1844–1850, eines seiner größten und bedeutendsten Werke, welches wieder religiöse Streitigkeiten verursachte, 1850 als Hauptwerk der Düsseldorfer Malerschule von Johann Gottfried Böker erworben und in der Düsseldorf Gallery, New York City, ausgestellt, 1863 von der Nationalgalerie Berlin erworben, seit dem Zweiten Weltkrieg als verschollen geltend; kleinere Zweitfassung von 1850, die in die Sammlung von Joseph Longworth gelangt war, seit 2012 als Schenkung der Erbin Joanna Sturm im Museum Kunstpalast, Düsseldorf[4]
- Luther, der die Bannbulle verbrennt, 1853, wieder Gegenstand religiöser Diskussionen;
- Die Gefangennahme des Papstes Paschalis, 1858, mit lebensgroßen Figuren. Dieses Bild beendete seine Tätigkeit in Düsseldorf.

Im Sommer dieses Jahres ging Lessing als Direktor an die Kunstgalerie in Karlsruhe. Dort begann er, wieder Landschaften zu malen, setzte aber auch seine Serie der großen historischen Gemälde fort, die er 1867 mit dem Bild Die Disputation Luthers mit Eck auf der Pleißenburg in Leipzig endgültig beendete.

### Letzte Lebensjahre
Im Jahre 1867 erhielt Lessing die Berufung, als Direktor der Akademie nach Düsseldorf zurückzukehren, lehnte aber ab und blieb bis zu seinem Lebensende in Karlsruhe. Im Laufe der Jahre erhielt er viele Ehrungen: Bereits 1832 ernannte ihn die Berliner Akademie zum Mitglied, im vierzigsten Lebensjahre erhielt er vom König Friedrich Wilhelm IV. den Professorentitel und, als einer der ersten Künstler, die Friedensklasse des Ordens Pour le Mérite, später bekam er noch andere deutsche und ausländische Orden und Medaillen und wurde zum Ehrenmitglied zahlreicher deutscher und ausländischer Akademien und Künstlervereine. In seinen letzten Lebensjahren war er als Vorsitzender in zwei Künstlervereinen in Düsseldorf (Malkasten) und Karlsruhe tätig. Mehrere Jahre konnte Lessing nach etlichen Schlaganfällen nicht mehr arbeiten, ein letzter Schlaganfall bereitete seinem Leben ein schmerzloses Ende. Lessing wurde auf dem Hauptfriedhof Karlsruhe bestattet. Sein Grabdenkmal nach dem Entwurf von Otto Lessing wurde um 1956 eingeebnet.

### Ehe und Nachkommen
Carl Friedrich Lessing war seit August 1841 mit Ida Heuser (1817–1880), Tochter des evangelischen Kaufmanns Heinrich Daniel Theodor Heuser (1767–1848) aus Gummersbach bei Köln, verheiratet, die ein paar Monate vor ihm starb. Ida Heuser hatte mindestens fünf Geschwister, darunter die Malerinnen Louise Wüste, Adeline Jaeger und Alwine Schroedter. Das Ehepaar hatte mehrere Kinder, darunter den Bildhauer Otto Lessing, die Kunstmaler Heinrich Lessing und Konrad Lessing sowie die Tochter Bertha Lessing (1844–1914), die den königlich-sächsischen Schauspieler Karl Koberstein heiratete und Mutter des Kunstmalers Hans Koberstein war.

## Werk und Wirkung

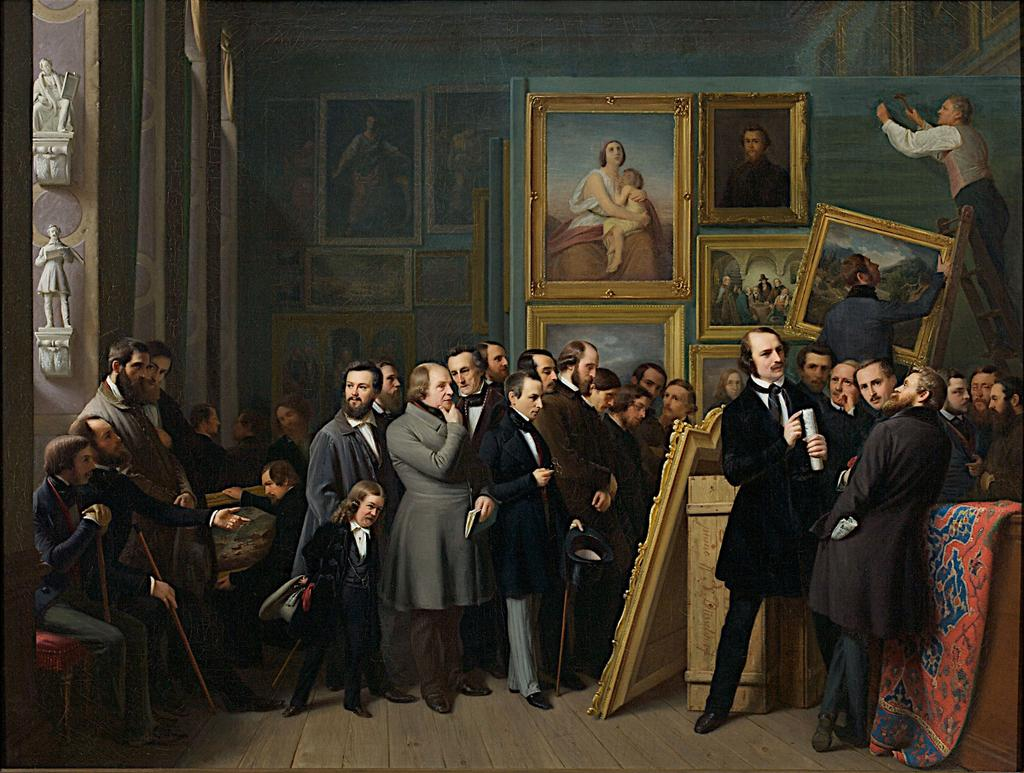
Lessing als beherrschende Figur der Düsseldorfer Malerschule, dargestellt (mit Papierrolle) im Vordergrund der rechten Bildhälfte des Gruppenporträts Die Bilderschau der Düsseldorfer Künstler im Galeriesaal von Friedrich Boser, 1844

Wie oben erwähnt, zerfällt das Œuvre Lessings in zwei Gruppen: die historische Malerei, von manchen Kritikern abschätzig als Tendenzmalerei bezeichnet, und die Landschaftsmalerei. Die riesigen historischen Gemälde zeigen vielleicht keine Erhabenheit, wie bei Jacques-Louis David, zeichnen sich jedoch durch gutes künstlerisches Handwerk, Individualisierung der dargestellten Gestalten und geschichtliche Treue aus. Er arbeitete ständig an seiner Vervollkommnung und hinterließ große Anzahl von Mappen mit Naturstudien und historischen Skizzen, in denen er geradezu schwelgte. In der Malerei der Spätromantik, als Nachfolger von Caspar David Friedrich, war er unter seinen Zeitgenossen tonangebend und übte einen sehr umfassenden Einfluss auf die Entwicklung der Düsseldorfer Malerschule aus. Er steht an der Schwelle zwischen Idealismus und Realismus: seine romantische und poetische Auffassungsweise vereinigte sich mit einem gründlichen Studium der Natur. Keiner von den Zeitgenossen hat den deutschen Wald und die wilden Felsgegenden des Harzes und der Eifel so poetisch und gleichzeitig naturtreu dargestellt. Lessing wurde auch durch unzählige Reproduktionen in den Illustrierten der frühen Wilhelminischen Zeit – Über Land und Meer, Gartenlaube usw. – dem breiten Publikum bekannt und von ihm geliebt.
1880 kaufte der Kunstsammler und Mäzen Joseph Longworth den fast 1000 Werke umfassenden Nachlass von Lessing und vermachte ihn 1881/1882 dem Cincinnati Art Museum. Beinahe alle historischen Gemälde befinden sich heute (2005) in staatlichen Sammlungen. Lessings Landschaftsgemälde erzielen heutzutage Preise zwischen 2000 und 10.000 Euro.

## Illustrationen (Auswahl)
Digitalisate der Universitäts- und Landesbibliothek Düsseldorf:
- In: Album deutscher Kunst und Dichtung. Mit Holzschnitten nach Originalzeichnungen der Künstler, ausgeführt von R. Brend'amour. Hrsg. Friedrich Bodenstedt. Grote, Berlin 1867 (urn:nbn:de:hbz:061:2-184).
- In:  Album deutscher Künstler in Originalradirungen. Buddeus, Düsseldorf 1841 (urn:nbn:de:hbz:061:2-1080).
- In: Düsseldorfer Lieder-Album : 6 Lieder mit Pianofortebegleitung. Arnz, Düsseldorf 1851 (urn:nbn:de:hbz:061:2-1402).
- Maler und Bürger. Düsseldorf 1835 (urn:nbn:de:hbz:061:2-35419).